# Typhlolepta stimpsoni
Typhlolepta stimpsoni is een soort in de taxonomische indeling van de platwormen (Platyhelminthes). De worm is tweeslachtig en kan zowel mannelijke als vrouwelijke geslachtscellen produceren. De soort leeft in zeer vochtige omstandigheden. 
De platworm komt uit het geslacht Typhlolepta. Typhlolepta stimpsoni werd in 1862 beschreven door Diesing.